# 창저우시 (허베이성)
창저우(沧州)는 중국 허베이성의 지급시이다. 도시 지역의 인구는 58만, 전체 인구는 700만 정도이다. 수도 베이징으로부터는 180km 떨어져 있고 주요 항구인 톈진으로부터는 90km 떨어져 있다.

## 경제
창저우의 도시 중심부는 많이 산업화되어 있으나, 행정 구역의 상당 부분은 농촌 지역을 포함하며 이곳에서는 대추와 배가 생산된다. 북중국 유전은 창저우의 관할 구역 내에 있다. 창저우는 또한 크고 현대화된 어항이자, 석탄을 수출하는 황화항이 있다.

## 지리와 교통
창저우는 베이징의 남쪽, 보하이만 연안에 위치해있다. 창저우에는 베이징과 상하이를 연결하는 징후 철도가 놓여있다. 스창 고속도로는 창저우와 스자좡을 연결하고 징스 고속도로와 연결되어 베이징으로 통한다. 징주 고속도로는 중국 남부와 홍콩, 마카오까지 연결한다. 창저우에는 베이징 서우두 국제공항과 톈진 빈하이 국제공항과 같은 주요 공항이 가깝게 위치해있다.

## 기후
창저우의 기후는 허베이성의 다른 지역처럼 여름에는 따뜻하고 온화하고 겨울에는 춥다.
| 허베이성 창저우시 (1991년~2020년)의 기후 | 허베이성 창저우시 (1991년~2020년)의 기후 | 허베이성 창저우시 (1991년~2020년)의 기후 | 허베이성 창저우시 (1991년~2020년)의 기후 | 허베이성 창저우시 (1991년~2020년)의 기후 | 허베이성 창저우시 (1991년~2020년)의 기후 | 허베이성 창저우시 (1991년~2020년)의 기후 | 허베이성 창저우시 (1991년~2020년)의 기후 | 허베이성 창저우시 (1991년~2020년)의 기후 | 허베이성 창저우시 (1991년~2020년)의 기후 | 허베이성 창저우시 (1991년~2020년)의 기후 | 허베이성 창저우시 (1991년~2020년)의 기후 | 허베이성 창저우시 (1991년~2020년)의 기후 | 허베이성 창저우시 (1991년~2020년)의 기후 |
| 월                                       | 1월                                      | 2월                                      | 3월                                      | 4월                                      | 5월                                      | 6월                                      | 7월                                      | 8월                                      | 9월                                      | 10월                                     | 11월                                     | 12월                                     | 연간                                     |
| ---------------------------------------- | ---------------------------------------- | ---------------------------------------- | ---------------------------------------- | ---------------------------------------- | ---------------------------------------- | ---------------------------------------- | ---------------------------------------- | ---------------------------------------- | ---------------------------------------- | ---------------------------------------- | ---------------------------------------- | ---------------------------------------- | ---------------------------------------- |
| 역대 최고 기온 °C (°F)                   | 15.1 (59.2)                              | 18.7 (65.7)                              | 30.9 (87.6)                              | 32.7 (90.9)                              | 37.7 (99.9)                              | 40.3 (104.5)                             | 42.0 (107.6)                             | 36.6 (97.9)                              | 35.0 (95.0)                              | 30.4 (86.7)                              | 24.2 (75.6)                              | 14.6 (58.3)                              | 42.0 (107.6)                             |
| 일평균 최고 기온 °C (°F)                 | 2.9 (37.2)                               | 6.9 (44.4)                               | 14.0 (57.2)                              | 21.5 (70.7)                              | 27.4 (81.3)                              | 31.7 (89.1)                              | 32.4 (90.3)                              | 30.8 (87.4)                              | 27.2 (81.0)                              | 20.6 (69.1)                              | 11.5 (52.7)                              | 4.4 (39.9)                               | 19.3 (66.7)                              |
| 일일 평균 기온 °C (°F)                   | −2.8 (27.0)                              | 1.0 (33.8)                               | 7.7 (45.9)                               | 15.0 (59.0)                              | 21.2 (70.2)                              | 25.7 (78.3)                              | 27.5 (81.5)                              | 26.0 (78.8)                              | 21.4 (70.5)                              | 14.5 (58.1)                              | 5.9 (42.6)                               | −0.9 (30.4)                              | 13.5 (56.3)                              |
| 일평균 최저 기온 °C (°F)                 | −7.1 (19.2)                              | −3.7 (25.3)                              | 2.3 (36.1)                               | 9.3 (48.7)                               | 15.2 (59.4)                              | 20.3 (68.5)                              | 23.2 (73.8)                              | 21.9 (71.4)                              | 16.5 (61.7)                              | 9.3 (48.7)                               | 1.3 (34.3)                               | −5.0 (23.0)                              | 8.6 (47.5)                               |
| 역대 최저 기온 °C (°F)                   | −22.1 (−7.8)                             | −14.6 (5.7)                              | −11.3 (11.7)                             | −1.2 (29.8)                              | 5.1 (41.2)                               | 12.5 (54.5)                              | 17.1 (62.8)                              | 14.1 (57.4)                              | 6.8 (44.2)                               | −2.3 (27.9)                              | −8.3 (17.1)                              | −15.5 (4.1)                              | −22.1 (−7.8)                             |
| 평균 강수량 mm (인치)                    | 2.4 (0.09)                               | 7.5 (0.30)                               | 8.7 (0.34)                               | 22.8 (0.90)                              | 35.9 (1.41)                              | 71.4 (2.81)                              | 153.5 (6.04)                             | 126.5 (4.98)                             | 49.5 (1.95)                              | 36.2 (1.43)                              | 16.0 (0.63)                              | 3.0 (0.12)                               | 533.4 (21)                               |
| 평균 강수일수 (≥ 0.1 mm)                 | 1.6                                      | 2.5                                      | 2.9                                      | 4.8                                      | 5.7                                      | 8.1                                      | 11.5                                     | 9.5                                      | 5.6                                      | 4.7                                      | 3.7                                      | 1.9                                      | 62.5                                     |
| 평균 강설일수                            | 2.5                                      | 2.1                                      | 0.8                                      | 0.2                                      | 0                                        | 0                                        | 0                                        | 0                                        | 0                                        | 0                                        | 1.0                                      | 1.6                                      | 8.2                                      |
| 평균 상대 습도 (%)                       | 57                                       | 53                                       | 48                                       | 50                                       | 54                                       | 59                                       | 73                                       | 77                                       | 69                                       | 64                                       | 64                                       | 60                                       | 61                                       |
| 평균 월간 일조시간                       | 174.4                                    | 182.3                                    | 234.3                                    | 253.1                                    | 279.5                                    | 247.6                                    | 215.2                                    | 215.3                                    | 220.5                                    | 209.5                                    | 172.3                                    | 165.7                                    | 2,569.7                                  |
| 가능 일조율                              | 57                                       | 59                                       | 63                                       | 64                                       | 63                                       | 56                                       | 48                                       | 52                                       | 60                                       | 61                                       | 57                                       | 56                                       | 58                                       |
| 출처: 중국기상국                         |                                          |                                          |                                          |                                          |                                          |                                          |                                          |                                          |                                          |                                          |                                          |                                          |                                          |

## 역사
창저우는 남북조 시대에 건설된 것으로 기록되어있다.

## 문화
창저우는 역사적으로 중국 무술의 고향이자 중국식 서커스인 잡기雜技의 고향으로 잘 알려져 있다. 창저우는 또한 천 년의 역사를 가진 '창저우 청동 사자상'으로 유명하다. 이 조각은 세계에서 가장 큰 청동상으로 오대 십국시기인 953년에 주조되었다. 창저우는 전통적인 중국 공연 예술인 콰이반 다구의 고향이다. 도시의 후이 족 거주지에는 7개의 모스크가 있다. 그 중 하나인 서부 모스크는 이슬람의 필사본과 유물들을 많이 수집하고 있는 최고의 박물관이다.

## 주민과 사회
창저우는 비록 한족이 대다수를 차지하기는 하지만, 상당 수의 이슬람교도인 후이족이 살고 있다. 간혹 한족과 후이족 간의 결혼이 이루어지기도 하지만, 여전히 창저우의 한족 사이에는 후이족에 대한 고정관념이 존재하고 약간의 긴장감이 남아있다. 최근 신장에서의 위구르 족의 이주가 증가하고 있다.

### 언어
창저우 인구의 대다수가 동북 만다린 어를 사용하고 톈진의 방언과 비슷하다. 지역마다 방언이 다양하기는 하지만 서로 의사소통하는데는 별 문제가 없다.

## 행정 구역

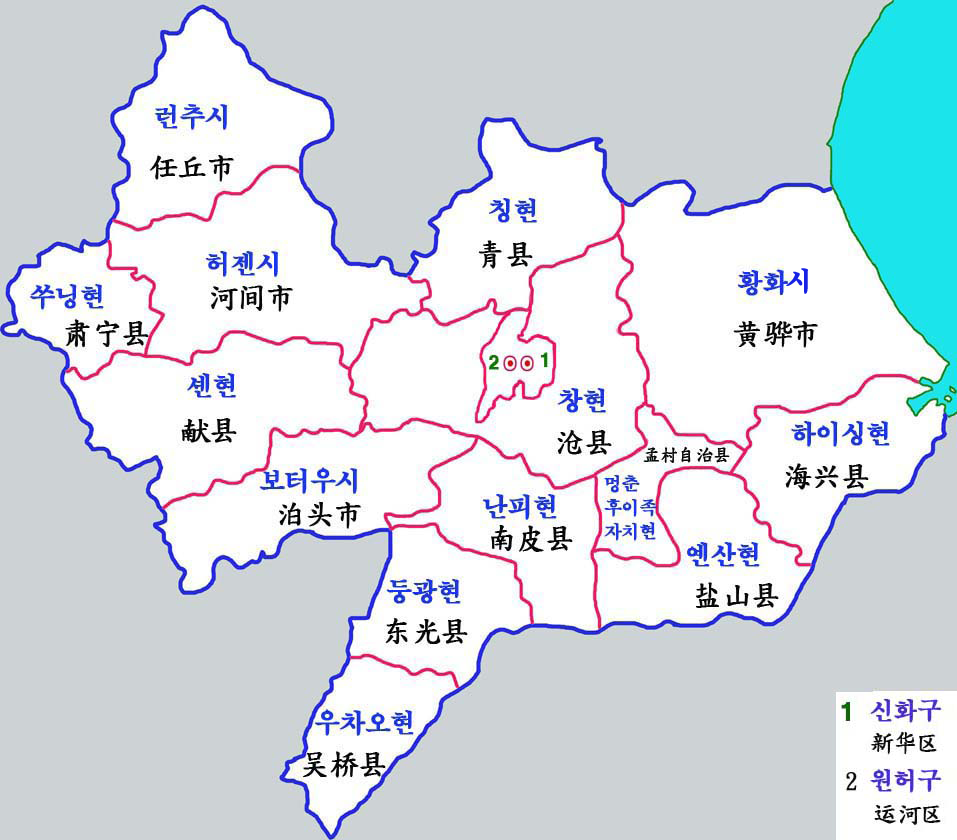
창저우시 현급구역

시할구
- 신화 구(新华区)
- 윈허 구(运河区)

현급시
- 보터우 시(泊头市)
- 런추 시(任丘市)
- 황화 시(黄骅市)
- 허젠 시(河间市)

현
- 창 현(沧县)
- 칭 현(青县)
- 둥광 현(东光县)
- 하이싱 현(海兴县)
- 옌산 현(盐山县)
- 쑤닝 현(肃宁县)
- 난피 현(南皮县)
- 우차오 현(吴桥县)
- 셴 현(献县)

자치현
- 멍춘 후이족 자치현(孟村回族自治县)

## 출신 인물
- 위충현: 숙녕현 출신
- 풍국장: 허젠시 출신